# Autoportrait (Pinturicchio)
Pour les articles homonymes, voir Autoportrait (homonymie).
L'Autoportrait du Pinturicchio est un élément du panneau de l'Annonciation  des fresques de la chapelle Baglioni de la Collegiata Santa Maria Maggiore  de Spello.

## Une peinture illusionniste

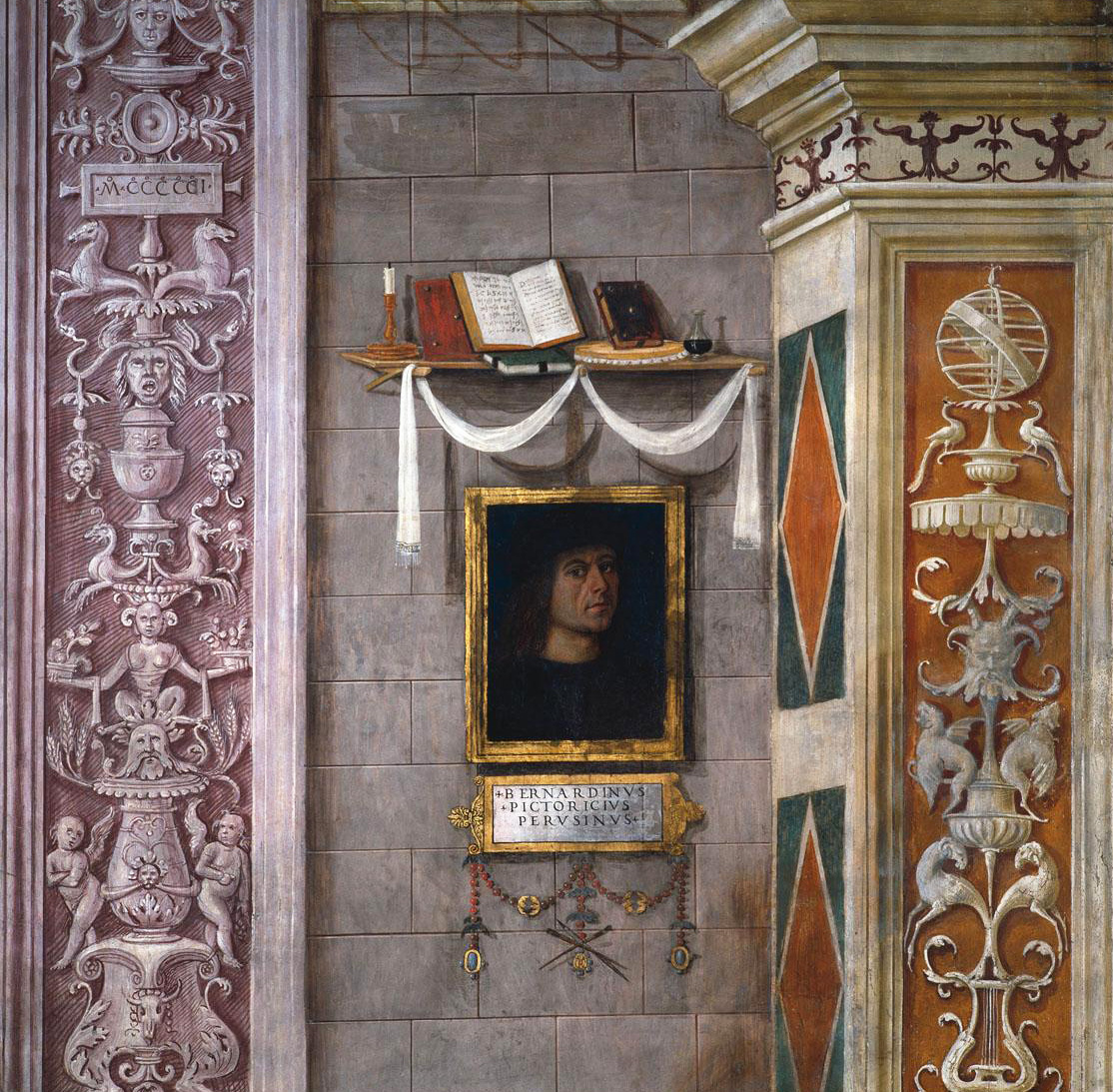
Le portrait sous l'étagère
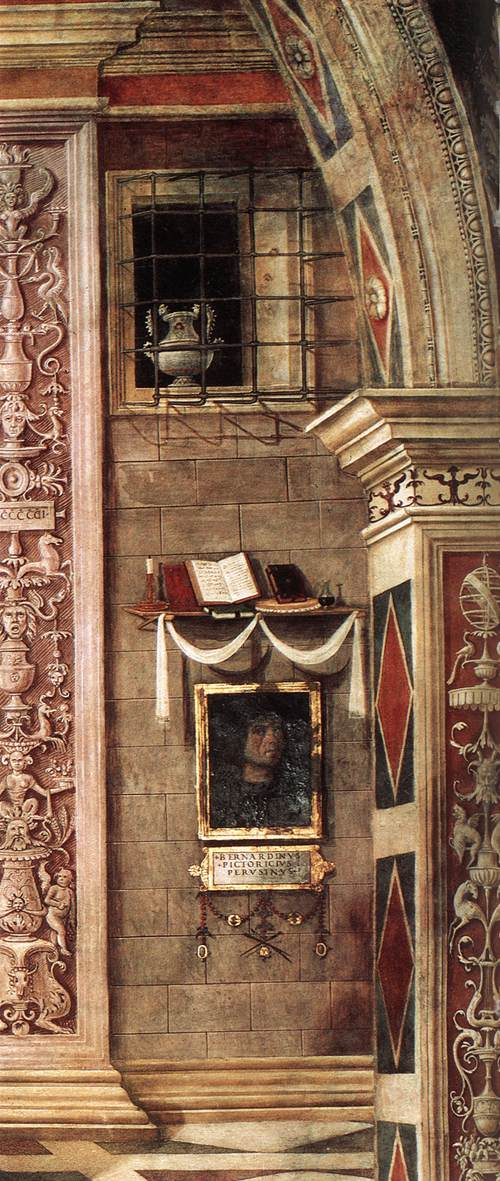
Partie droite entière.
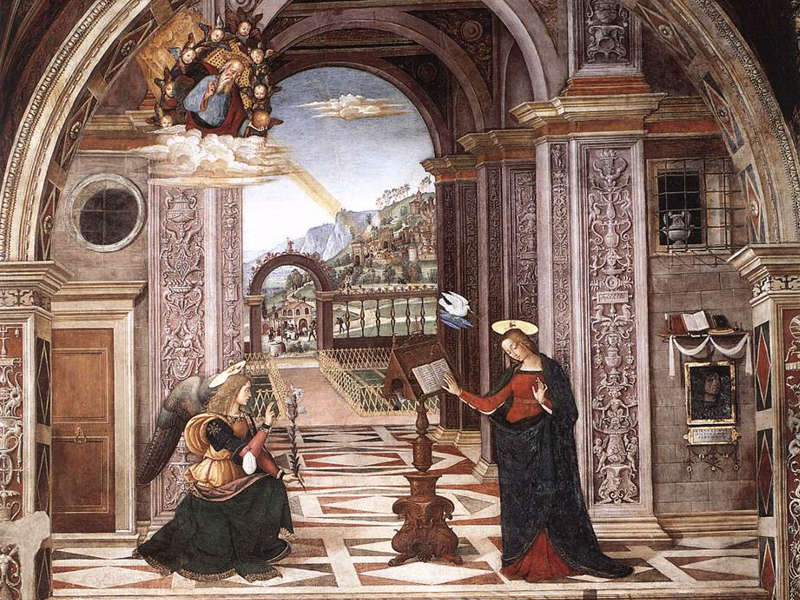
Panneau entier de l'Annonciation.

## Histoire
Le cycle de fresques de la chapelle Baglioni de la Collegiata Santa Maria Maggiore fut commandé au Pinturicchio par le prieur Troilo Baglioni devenu évêque de Pérouse (Italie).
Garnie de voûte d'arêtes, les peintures devaient s'inscrire de manière illusionniste  dans la structure architectonique de la chapelle, en feignant pilastres, voûtes et lunettes creusées dans les tympans.

## Iconographie
Surmontant un cartellino portant le texte BERNARDINVS+PICTORICIVS PERVSINVS+, l'autoportrait immédiat se comporte en signature dans une grande composition dont il n'est qu'un élément plus ou moins discret.
Entouré d'éléments peints de façon illusionniste, c'est également  une nature morte  : 
- sous le portrait :  collier suspendu, accessoires du peintre (pinceau et calame)
- au-dessus : tablette et livres dont un ouvert, écharpe et son ombre sur le mur, carafe de vin et bougeoir éteint.

Regroupé par groupes ces éléments en font également une vanité suivant les normes du genre :  
- objets de la vie contemplative  : livre, objets de nature (billes de corail du collier),
- plaisirs terrestres : vin, bijoux, or,
- fuite du temps  : bougie qui se consume.

## Analyse
La proximité des colonnes feintes de l'arcature inscrivant les fresques dans le lieu physique de la chapelle, rappelle, par le jeu de la perspective inversée, la position de la signature dans la peinture elle-même, composée théâtralement en décor (les points de fuite sont distincts entre les colonnes des bords et l'arcade, et les pilastres et le pavage de la scène de l'Annonciation).